# Albrecht Besserer von Thalfingen
Albrecht Theodorich Besserer von Thalfingen, ab 1817 Freiherr Besserer von Thalfingen (* 2. Oktober 1787 in Langenau; † 1. Februar 1839 in München), war ein bayerischer Generalmajor und Generaladjutant von König Ludwig I. von Bayern. Von 1838 bis 1839 leitete er als Verweser mehrere Monate das Bayerische Kriegsministerium.

## Leben

### Herkunft
Er stammte aus der alten schwäbischen Adelsfamilie der Besserer von Thalfingen. Das Geschlecht kam ursprünglich aus Ulm und gehörte später zur Reichsritterschaft in den Kantonen Donau und Hegau. Sein Vater Marcus Philipp Besserer von Thalfingen († 1807) war Oberamtmann zu Langenau und Vogt von Stubersheim, seine Mutter Regina Veronica war eine geborene von Neubronn.

### Militärkarriere
Albrecht trat im August 1803 als Kadett in das Regiment Nr. 1 Kurfürst-Chevaulegers der Bayerischen Armee ein und wurde 1804 zum Junker und im Jahr darauf zum Unterleutnant in seinem Regiment befördert. 1806/07 nahm er an den Feldzügen des Vierten Koalitionskrieges gegen Preußen teil. Bei der Einnahme der Ortschaft Konradswaldau in Schlesien im Januar 1807 konnte er die dort stationierten preußischen Husaren zurückwerfen, und bei Kauerndorf gelang es ihm, zehn Mann gefangen zu nehmen und 53 Pferde zu erbeuten. Ein Armeebefehl vom 16. Februar 1807 belobigte Besserer von Thalfingen ausdrücklich. Im Gefecht bei Wartha im Mai 1807 wurde er schwer verwundet. Für seine mutige Kavallerieattacke während des Kampfes wurde er mit Armeebefehl vom 26. September 1807 zum Ritter des Militär-Max-Joseph-Ordens ernannt.
Im Feldzug von 1809 gegen Österreich wurde ihm, seit 17. März 1809 Oberleutnant, im Gefecht bei Siegenburg das Pferd unter dem Leib erschossen. Am 1. Juni 1809 wurde er zum Mitglied der Französischen Ehrenlegion ernannt. Im gleichen Jahr wurde er Adjutant des Generalleutnants und späteren Generalfeldmarschalls Carl Philipp von Wrede. Am 31. Dezember 1811 erfolgte seine Beförderung zum Rittmeister und am 31. Dezember 1813 die zum Major in seinem Regiment, das nun den Namen 4. Chevaulegers-Regiment „König“ trug. Auch während des Feldzuges gegen Russland 1812 und in der Schlacht bei Hanau 1813 wurde sein Pferd erschossen.
Laut Armeebefehl vom 31. Dezember 1813 wurde Besserer von Thalfingen der russische Orden des Heiligen Wladimir IV. Klasse mit Kokarde und laut Armeebefehl vom 20. Januar 1814 das Ritterkreuz des k.k. Leopoldordens verliehen. Außerdem erhielt er mit Armeebefehl vom 16. Juli 1814 den Militär-Maria-Theresien-Orden und mit Armeebefehl vom 16. Juli 1814 den preußischen Orden Pour le Mérite.
Bereits im Jahre 1816 wurde Besserer von Thalfingen zum königlich bayerischen Kämmerer ernannt. Ein Jahr später, am 24. Juni 1817 (Diplom ausgestellt am 5. Mai 1817), wurden er, seine Brüder und seine Nachkommen in den Freiherrenstand des Königreichs Bayern erhoben. Eine königlich württembergische Bestätigung des Freiherrenstandes erfolgte am 27. September 1837. Für seine Verdienste erhielt er am 6. Dezember 1817 das Ritterkreuz des Verdienstordens der Bayerischen Krone.
Im Mai 1818 erfolgte die Beförderung zum Oberstleutnant und im Mai 1824 die zum Oberst im Generalquartiermeisterstab. Zwei Jahre später wurde ihm der russische Orden der Heiligen Anna II. Klasse mit Brillanten verliehen. 1832 war Besserer von Thalfingen Begleiter des Kronprinzen und späteren Königs Maximilian II., zu dessen Hofmarschall er auch ernannt wurde.
Nachdem er am 26. Oktober 1833 den Charakter als Generalmajor erhalten hatte, wurde ihm am 6. November 1833 das Patent zu diesem Dienstgrad verliehen und zugleich zum Flügeladjutanten des Königs ernannt. 1838 erhielt er den russischen Sankt-Stanislaus-Orden I. Klasse. Am 1. November 1838 wurden ihm die Leitung des Kriegsministeriums übertragen, aber schon am 1. Februar 1839 verstarb er im Alter von 51 Jahren in München.

### Ehe und Nachkommen
Albrecht Besserer von Thalfingen heiratete 1819 Caroline Freiin von Verger (1789–1870). Sie hatten eine Tochter Therese (1824–1906) und einen Sohn Maximilian (1820–1903), der zum bayerischen Generalmajor und Kammerjunker aufstieg. Aus dessen 1853 geschlossenen Ehe mit Elisabeth Freiin von Reck (1833–1914) gingen ein Sohn und vier Töchter hervor.